# Karstvireo
Karstvireo (Vireo osburni) är en fågel i familjen vireor inom ordningen tättingar.

## Utbredning
Fågeln förekommer i regnskog i bergstrakter på nordvästra Jamaica. Den behandlas som monotypisk, det vill säga att den inte delas in i några underarter.

## Status
IUCN kategoriserar arten som nära hotad.

## Namn
Dess vetenskapliga namn hedrar William Osburn (d. 1860), samlare verksam på Jamaica 1858–1860. Fram tills nyligen kallades den osburnvireo även på svenska, men justerades 2022 till ett enklare och mer informativt namn av BirdLife Sveriges taxonomikommitté.